# Cuidado paterno
Em biologia, o cuidado paterno é o investimento parental fornecido por um macho aos seus próprios filhotes. É um comportamento social complexo em vertebrados, associado aos sistemas de acasalamento, características de história de vida e ecologia. O cuidado paterno pode ser fornecido em conjunto com a mãe (cuidado biparental) ou, mais raramente, apenas pelo macho (cuidado paterno exclusivo).
Presume-se que a provisão de cuidado, por machos ou fêmeas, aumente as taxas de crescimento, qualidade e/ou sobrevivência dos filhotes, aumentando, em última análise, a aptidão inclusiva dos pais. Em várias espécies de vertebrados (por exemplo, cerca de 80% das aves e cerca de 6% dos mamíferos), machos e fêmeas investem intensamente em seus filhotes. Muitas dessas espécies biparentais são socialmente monogâmicas, de modo que os indivíduos permanecem com seu parceiro por pelo menos uma temporada de reprodução.
O cuidado paterno exclusivo evoluiu várias vezes em diversos organismos, incluindo invertebrados, peixes e anfíbios.

## Mamíferos

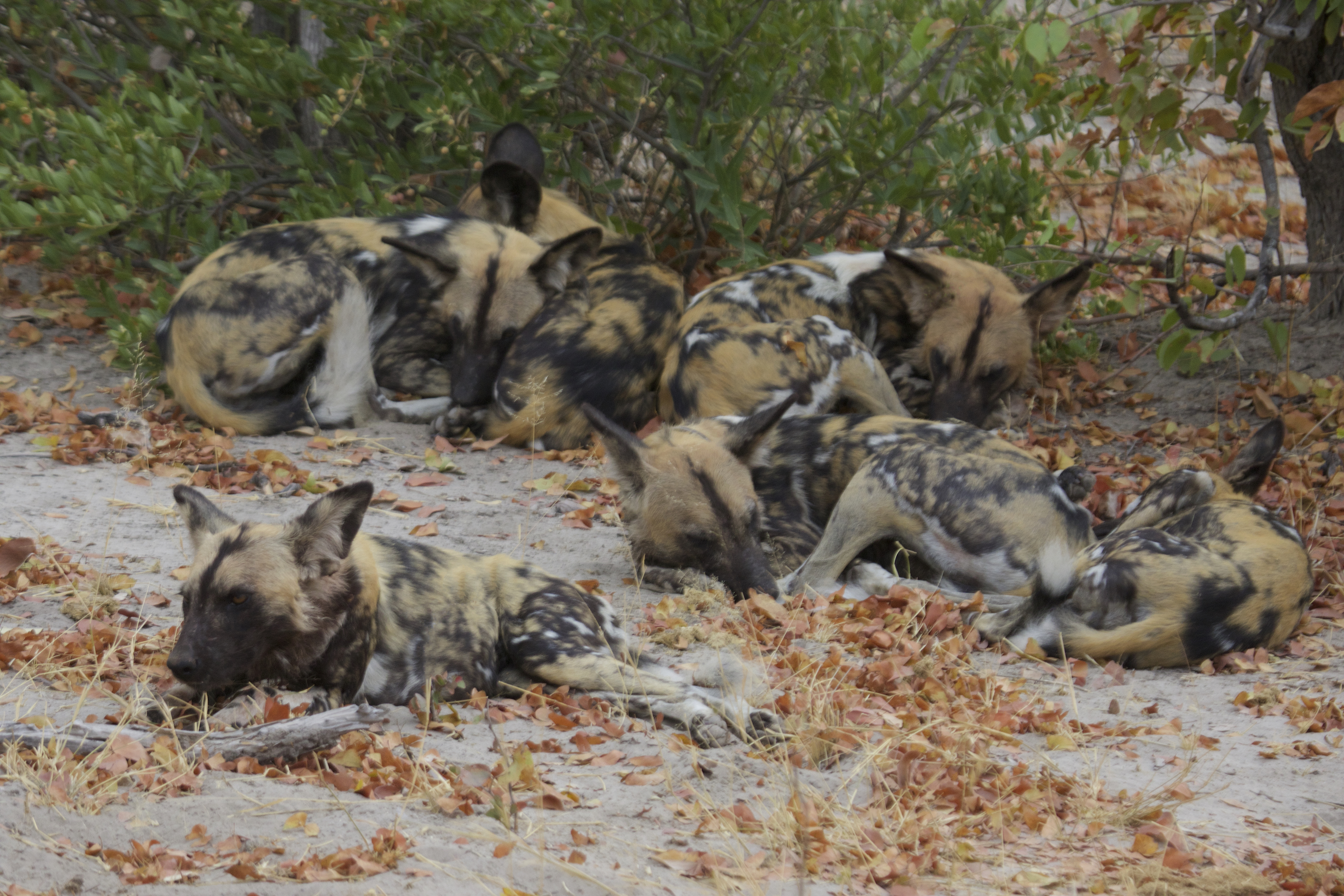
Matilha de cão-selvagem-africano (Lycaon pictus), mamífero em que os machos permanecem como cuidadores auxiliares.

Os machos de mamíferos empregam diferentes comportamentos para aumentar seu sucesso reprodutivo (ex.: cortejo sexual, escolha de parceiro). No entanto, os benefícios do cuidado paterno foram pouco estudados em mamíferos, principalmente porque apenas 5–10% dos mamíferos exibem esse cuidado (presente principalmente em primatas, roedores e canídeos). Nas espécies em que os machos fornecem cuidado extensivo aos seus filhotes, evidências indiretas sugerem que seus custos podem ser substanciais.
Por exemplo, os pais de mamíferos que cuidam de seus filhotes podem sofrer alterações na massa corporal e aumentar a produção de vários hormônios custosos (ex.: androgênicos, glicocorticoides, leptina). No entanto, há evidências de que, em todos os mamíferos, quando os machos carregam e transportam seus filhotes, a fertilidade de suas parceiras aumenta. Além disso, se os machos fornecem alimentos, o tamanho da ninhada tende a ser maior.

### Roedores

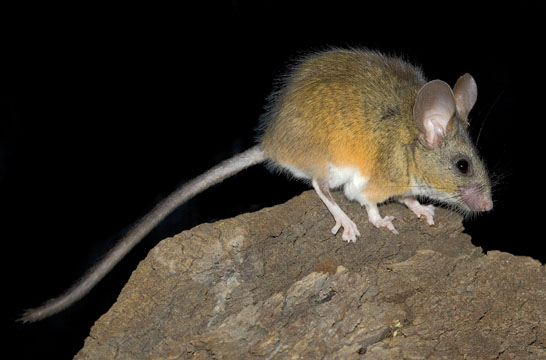
Camundongos da espécie Peromyscus californicus são conhecidos por seus comportamentos paternos intensos.

Várias espécies de roedores foram estudadas como modelos de cuidado paterno, incluindo arganaz-do-campo (Microtus ochrogaster), hamster-anão-russo (Phodopus campbelli), gerbo (Meriones unguiculatus) e outros do gênero Rhabdomys. Peromyscus californicus é um roedor monogâmico que exibe cuidado paterno extensivo e essencial, sendo estudado como organismo modelo para esse fenômeno. Um estudo dessa espécie descobriu que os pais tinham músculos dos membros posteriores maiores do que os machos não reprodutores. Análises genéticas quantitativas identificaram várias regiões genômicas que afetam o cuidado paterno.

### Humanos
As culturas e sociedades humanas variam amplamente na expressão do cuidado paterno. Algumas culturas reconhecem o cuidado paterno por meio da celebração do Dia dos Pais. O cuidado paterno humano é uma característica derivada (evoluída em humanos ou em nossos ancestrais recentes) e uma das características definidoras da espécie Homo sapiens. Diferentes aspectos do cuidado paterno humano (direto, indireto, promoção do desenvolvimento social ou moral) podem ter evoluído em diferentes momentos de nossa história, formando juntos um conjunto único de comportamentos em comparação com os grandes primatas.
Um estudo em humanos encontrou evidências sugerindo um possível trade-off evolutivo entre o sucesso no acasalamento e o envolvimento na parentalidade; especificamente, pais com testículos menores tendem a ser mais envolvidos no cuidado de seus filhotes.
Pesquisas sobre os efeitos do cuidado paterno na felicidade humana geraram resultados conflitantes. No entanto, um estudo recente concluiu que os pais geralmente relatam níveis mais altos de felicidade, emoção positiva e significado na vida, em comparação com não pais.
De acordo com o Departamento de Censo dos Estados Unidos, aproximadamente um terço das crianças nos EUA crescem sem seu pai biológico em casa. Numerosos estudos documentaram consequências negativas de crescer em lares sem pai, incluindo maior probabilidade de viver na pobreza, ter problemas de comportamento, cometer crimes, passar tempo na prisão, abusar de drogas, tornar-se obeso e abandonar a escola.

## Primatas não humanos
Em primatas não humanos, o investimento paterno frequentemente depende do sistema de acasalamento da espécie. Os sistemas de acasalamento influenciam a certeza de paternidade e a probabilidade de um macho fornecer cuidado a seus próprios filhotes biológicos. 
A certeza de paternidade é alta em espécies monogâmicas formadoras de pares, e os machos têm menos probabilidade de cuidar acidentalmente de filhotes não relacionados (o que não contribuiria para sua própria aptidão genética). Em contraste, em sociedades de primatas polígamas, a paternidade dos filhotes pode ser incerta. Os machos, portanto, correm maior risco de fornecer cuidado a filhotes não relacionados e perder oportunidades de acasalar, comprometendo sua própria aptidão. Os machos de primatas não humanos motivados pela paternidade biológica confiam no histórico de acasalamento passado e na correspondência fenotípica para reconhecer seus filhotes biológicos.
Comparar os esforços de cuidado masculino dentro da mesma espécie pode fornecer insights sobre a relação significativa entre a certeza de paternidade do macho e a quantidade de cuidado paterno exibido. Por exemplo, os siamangs (Symphalangus syndactylus) praticam sistemas de acasalamento tanto poliândricos quanto monogâmicos. Descobriu-se que machos monogâmicos são mais propensos a carregar os filhotes e contribuir para o cuidado infantil em comparação com os machos em sistemas de acasalamento promíscuos.

### Estrepsirrinos

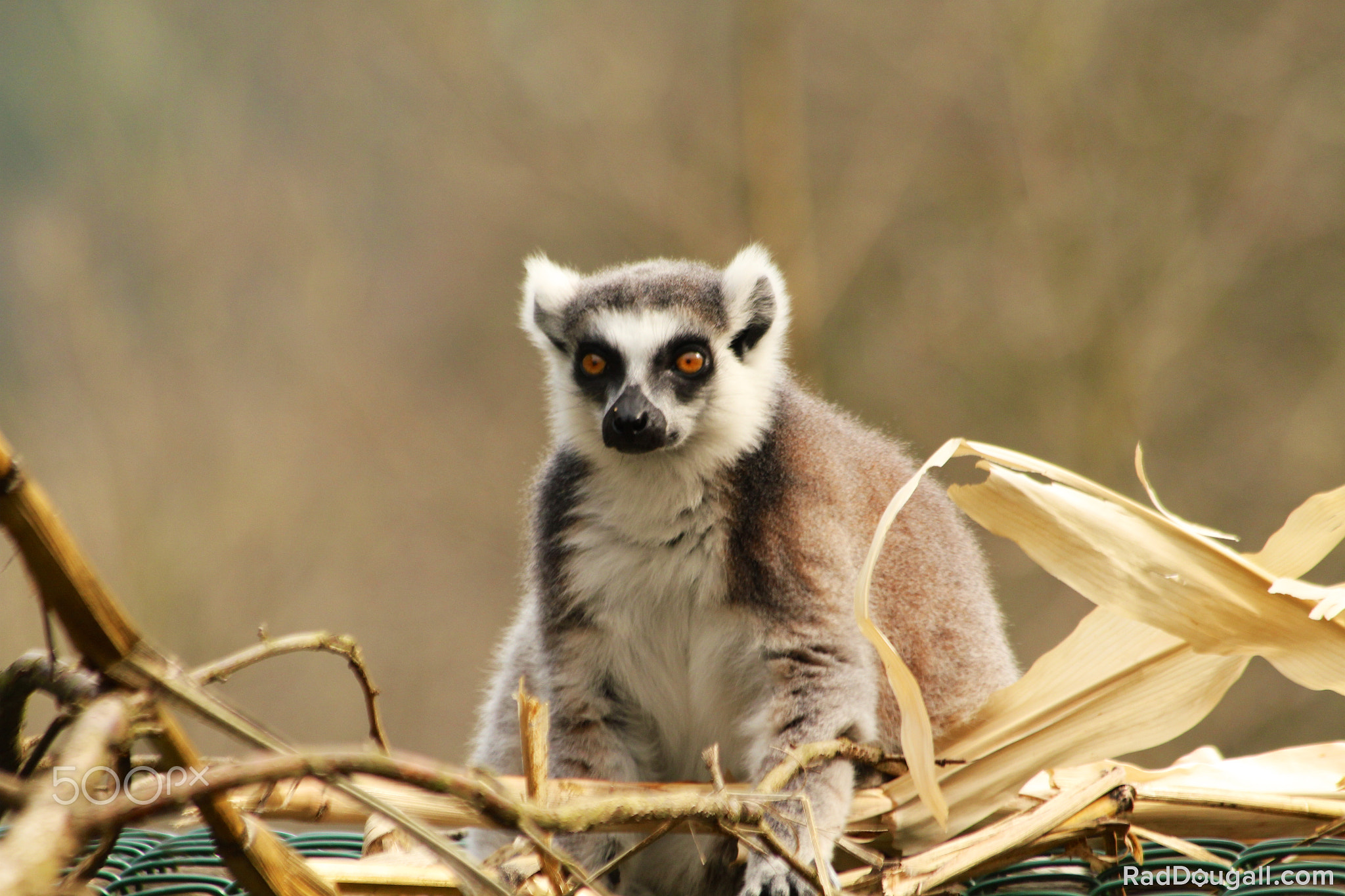
Lémur-de-cauda-anelada (Lemur catta).

Strepsirrhini é uma subordem de primatas que inclui lêmures, loríneos e galagonídeos. Nesta subordem, os machos exibem os menores níveis de cuidado paterno para filhotes entre os primatas. Exemplos de cuidado masculino observados neste grupo incluem brincar, limpar e ocasionalmente transportar filhotes. Os machos também foram observados interagindo com filhotes enquanto as mães os "estacionam" temporariamente para se alimentar. Quando as fêmeas estacionam ou aninham seus filhotes em árvores próximas, os machos frequentemente aproveitam essa oportunidade para brincar com os filhotes desacompanhados. Nesta grupo, o cuidado e afeto masculino são direcionados a múltiplos filhotes, incluindo filhos não biológicos, e os jovens podem ser encontrados interagindo com vários machos. O cuidado paterno não influencia as taxas de crescimento dos filhotes ou reduz os intervalos entre nascimentos das mães, como ocorre em haplorinos.
Os estrepsirrinos são restritos por suas características de história de vida, e as taxas reprodutivas não são flexíveis nesse grupo. Em vez disso, esses primatas tendem a dar à luz quando a comida é abundante, resultando em períodos de reprodução estritamente sazonais. Reduzir os intervalos entre nascimentos, que é um resultado teórico possível do aumento do cuidado masculino, não é benéfico para as mães estrepsirrinas e pode diminuir a sobrevivência dos filhotes. Estudos também mostram que a paternidade pode ser altamente assimétrica em estrepsirrinos, com apenas um ou poucos machos sendo os pais biológicos únicos dentro de um grupo. Em vez de depender de uma figura paterna, as mães fêmeas nesse grupo contam com aloparentalidade de outros membros do grupo. O estacionamento infantil e os horários reprodutivos estritos são mais benéficos para o desenvolvimento infantil bem-sucedido em estrepsirrinos.

### Haplorinos

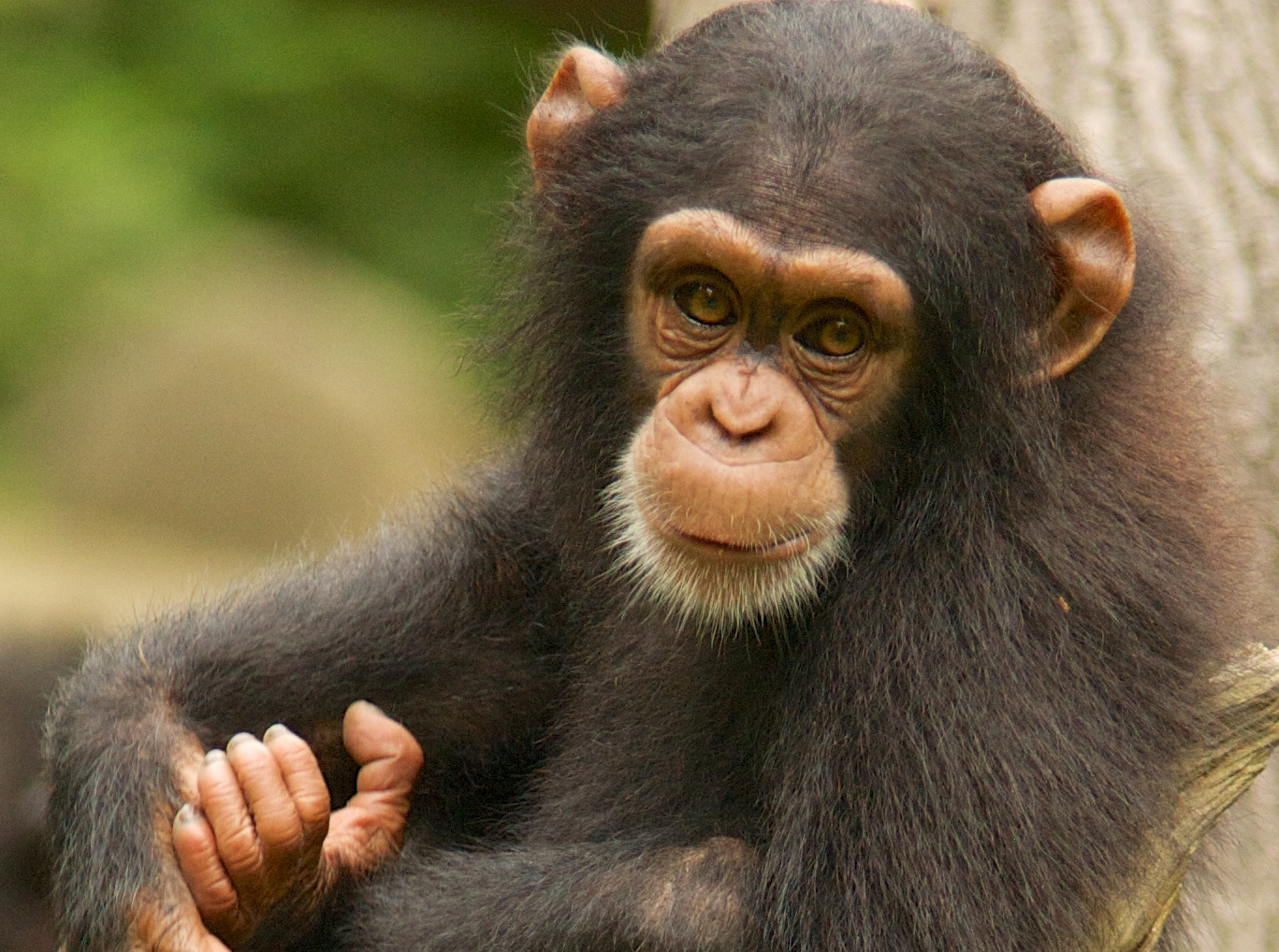
Bebê chimpanzé (Pan troglodytes).

Haplorhini, uma subordem da ordem Primata, inclui membros da família Tarsiidae, macacos do Novo Mundo, macacos do Velho Mundo, macacos, e humanos. O grupo Haplorhini é dividido em dois grupos irmãos que são comumente distinguidos pela característica do nariz: Catarrhini (nariz estreito, virado para baixo) e Platyrrhini (nariz plano). O cuidado paterno é altamente variável entre os dois grupos irmãos e as espécies dentro deles.[carece de fontes?]

#### Catarríneos
Catarrhini é composto por macacos do Velho Mundo (Cercopithecidae) e macacos (Hylobatidae e Hominoidea).[carece de fontes?] Esses primatas estão geograficamente localizados na África, Ásia e Madagascar. Cercopithecinae, a maior família de primatas, inclui espécies de primatas como babuínos, macacas, Colobus, e macacos-vervet.[carece de fontes?] Os grandes macacos consistem em espécies de gibões, siamangs, bonobos, chimpanzés, gorilas, orangutangos, e humanos.[carece de fontes?]

Os catarríneos não humanos frequentemente são organizados em sistemas sociais de primatas [en] multi-macho/multi-fêmea e utilizam sistemas de acasalamento poligâmicos, criando incerteza de paternidade. Prevê-se que machos em sistemas de acasalamento promíscuos não se envolvam no cuidado infantil devido aos altos custos de cuidar de um bebê e perder oportunidades de acasalar com fêmeas receptivas. O cuidado masculino nesse grupo de primatas é frequentemente retratado por ações como limpar, carregar, tolerância ao filhote, além de proteção contra interações agonísticas e infanticídio. Machos de alta patente também podem fornecer acesso à comida para bebês em desenvolvimento. Comparado à intervenção masculina quando um bebê está sendo assediado por coespecíficos, o cuidado direto, como limpar ou brincar, não é tão comum.

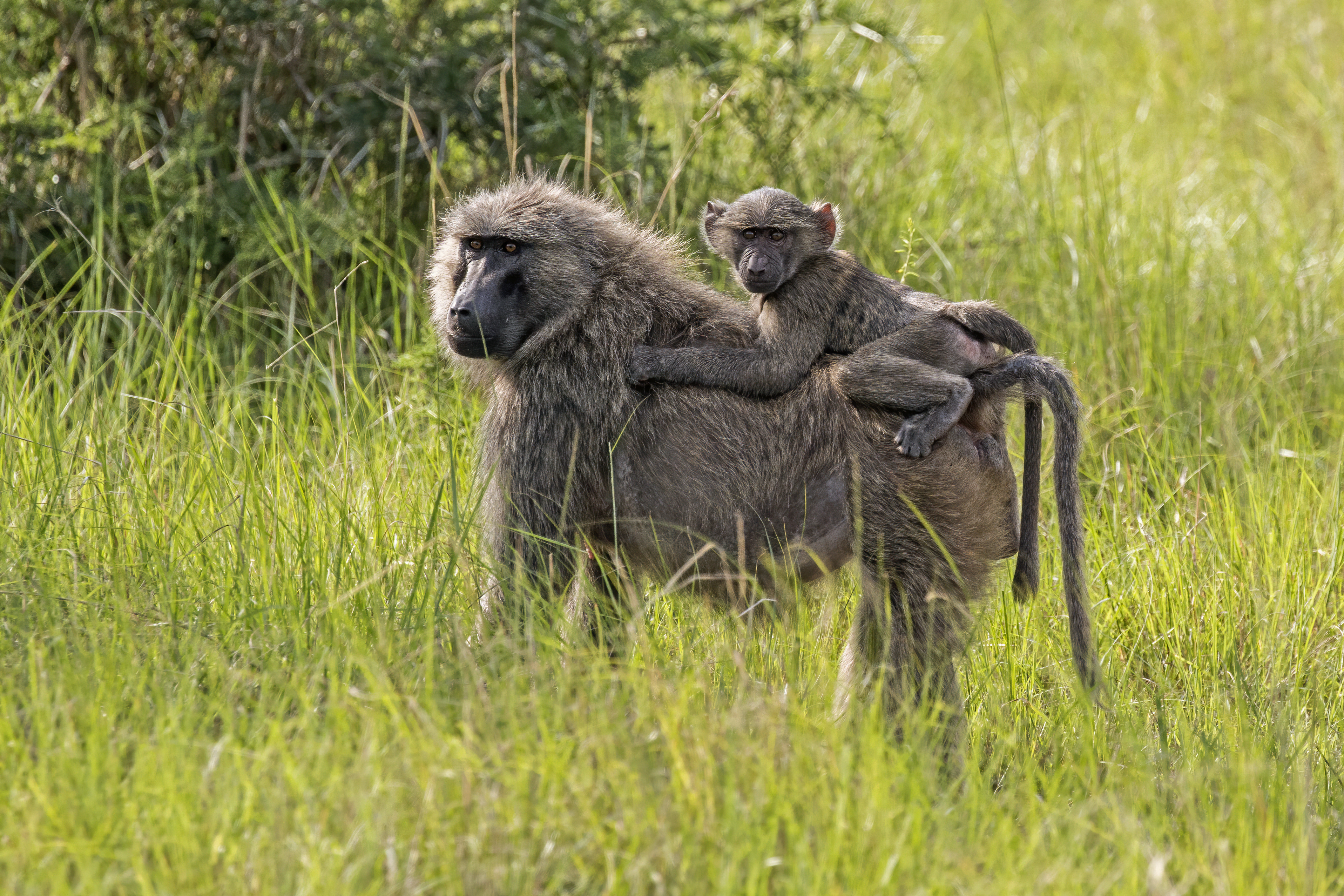
Babuíno-anúbis (Papio anubis) com filhote nas costas.

 Em Cercopithecinae, o envolvimento masculino nas interações do bebê com coespecíficos é comum em várias espécies de babuínos, mas entre as espécies, o cuidado paterno nem sempre é tendencioso para os filhotes biológicos. Machos de babuínos amarelos (Papio cynocephalus) direcionam o cuidado para seus próprios filhotes biológicos. Machos nessa espécie são mais propensos a intervir e proteger bebês de filhotes contra assédio de outros membros do grupo quando se presume que o filhote é seu. Estudos mostraram que machos dessa espécie escolhem seletivamente permanecer mais próximos de seus próprios filhotes e se engajam em investimentos de longo prazo além da infância inicial, quando o filhote está em maior risco de infanticídio.
Bebês de babuínos amarelos que recebem investimento paterno mostraram maior aptidão e maturação acelerada por meio de machos criando uma zona segura para os bebês existirem. Machos de babuínos também direcionam cuidados a filhotes não relacionados com base em afiliações masculinas com as mães. Machos e fêmeas dentro de um grupo social frequentemente exibem “amizades” com fêmeas que começam durante o nascimento de seu bebê. Apesar disso, foi observado que essas amizades terminam abruptamente se o bebê morrer. Machos estabelecem associações com fêmeas com quem acasalaram anteriormente, resultando em comportamento afiliativo e proteção aos filhotes dela. 
Relacionamentos criados por membros masculinos e femininos são significativos para a sobrevivência infantil em babuínos da espécie Papio ursinus porque o risco de infanticídio na infância precoce é maior nesta espécie. O cuidado paterno na forma de proteção para o bebê é, portanto, mais benéfico do que o investimento a longo prazo nesta espécie e acredita-se que seja direcionado tanto para bebês biológicos quanto não biológicos no grupo.

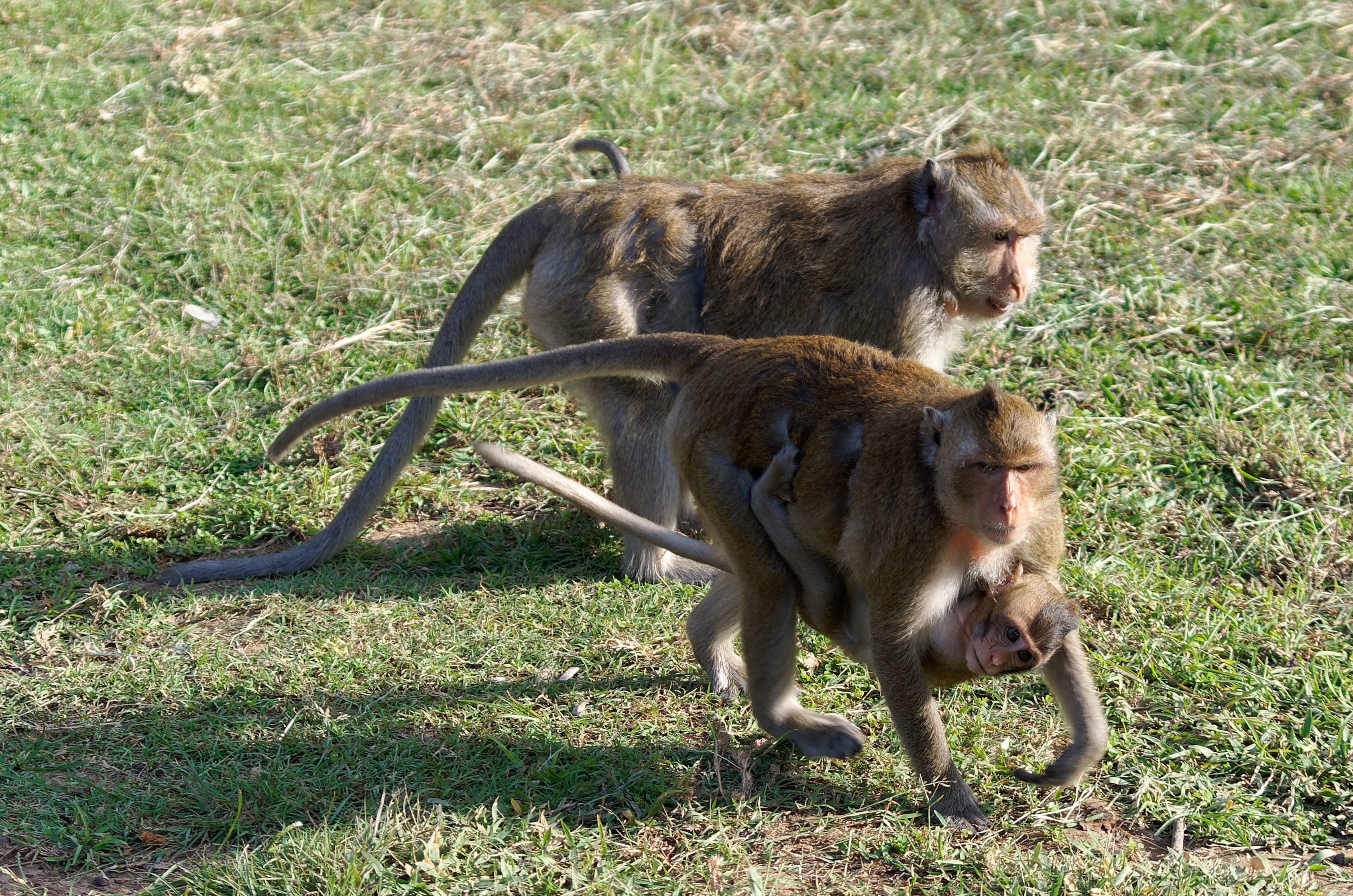
Indivíduos de macacos-rhesus (Macaca mulatta).

Da mesma forma que os babuínos, os papéis paternos e as causas subjacentes para a evolução do cuidado paterno variam dentro das espécies do gênero Macaca. Em um estudo com macacos-negros (Macaca nigra), tanto a classificação masculina quanto a relação com a mãe previram o cuidado masculino para um bebê em vez da verdadeira paternidade biológica. Nessa espécie e em macacos-berberes (Macaca sylvanus), os machos adotaram uma estratégia de “cuidar-então-acasalar”, na qual o cuidado é fornecido aos bebês independentemente da paternidade para que o macho aumente as futuras oportunidades de acasalamento com a mãe. Em ambas as espécies, observou-se que os machos são mais propensos a iniciar o cuidado e interagir positivamente com o bebê na presença da mãe.
Em macacos-de-Assam (Macaca assamensis), a paternidade biológica foi o preditor mais significativo das afiliações masculinas com bebês, e portanto os machos direcionavam o cuidado aos bebês presumidos como seus. Observadores descobriram que os machos de macaco-de-Assam eram mais propensos a se envolver e fornecer cuidados para bebês na ausência de suas mães, reduzindo a probabilidade de que o cuidado prestado aos filhotes impressione a mãe e garanta acesso a possibilidades de acasalamento. Em macacos-rhesus, machos que forneceram proteção e maior acesso a alimentos resultaram em maior ganho de peso para bebês machos e fêmeas. Isso teve um efeito positivo na sobrevivência infantil e foi significativo no primeiro ano de infância, quando o risco de infanticídio é mais alto.
Já os chimpanzés-comuns (Pan troglodytes) são organizados em grupos sociais de "fissão-fusão" e fornecem um exemplo de uma sociedade de acasalamento poligâmica. Machos chimpanzés frequentemente se envolvem com bebês na forma de limpar, brincar e fornecer proteção contra outros membros do grupo. Tanto para chimpanzés ocidentais quanto para chimpanzés orientais, estudos descobriram que os machos eram mais propensos a se envolver com seus próprios filhotes biológicos, sugerindo que o cuidado masculino é influenciado pela paternidade nessas espécies. Em grupos sociais de chimpanzés e bonobos, machos alfa de alto ranking geram aproximadamente metade dos filhotes dentro de seu grupo social. Mais pesquisas precisam ser feitas abordando como o desvio reprodutivo afeta o cuidado paterno e as relações bebê/macho em primatas não humanos, incluindo chimpanzés e bonobos.

#### Platirrinos
Platyrrhini é uma subordem da ordem Primata e são comumente referidos como "macacos do Novo Mundo". Esses primatas ocupam a América Central, América do Sul e México. Este grupo é dividido em cinco famílias, varia em tamanho corporal, e inclui espécies como macaco-aranha, macaco-prego, e bugio.

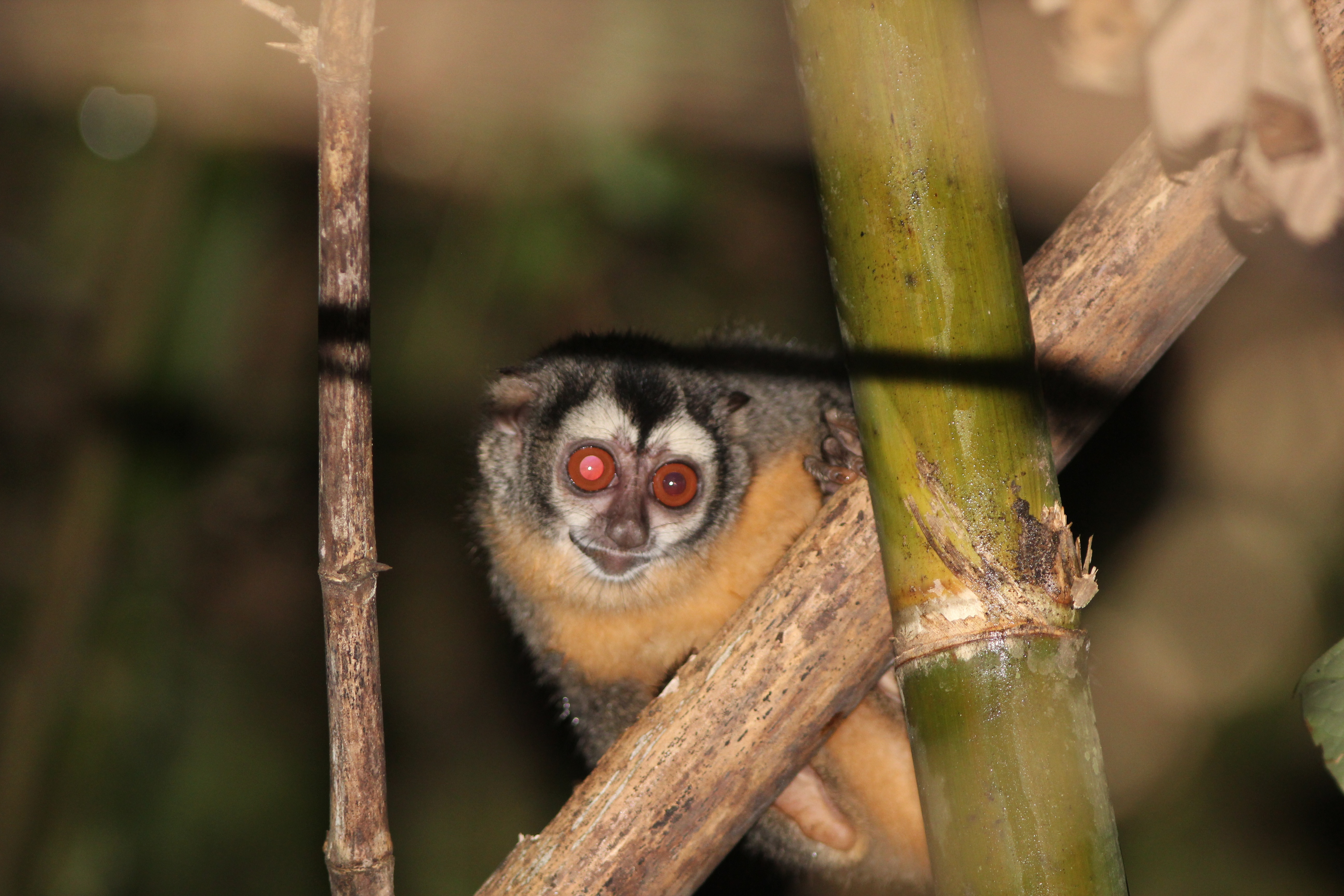
Macaco-da-noite (Aotus azarae).

Entre as espécies de primatas desse grupo, os níveis mais altos de cuidado masculino encontrados são observados em Aotus azarae e Plecturocebus caligatus. Em ambas espécies, machos e fêmeas são monogâmicos, formam pares, e exibem cuidado biparental para seus filhotes. O grupo social para essas espécies consiste em pais masculino e feminino, junto com seus filhotes. Os machos nessas espécies servem como os principais cuidadores e desempenham um papel importante na sobrevivência do bebê.
Os machos do gênero Plecturocebus estão mais envolvidos do que a mãe em todos os aspectos do cuidado com o bebê, exceto na amamentação, e se engajam em mais atividades sociais como limpar, compartilhar comida, brincar e transportar o bebê. O vínculo entre um bebê e seu pai é estabelecido logo após o nascimento e mantido na adolescência. A figura de apego predominante do bebê, portanto, é o pai. Os machos de macacos da noite também atuam como o principal cuidador e é crucial para a sobrevivência de seus filhotes. Se uma fêmea dá à luz gêmeos, o macho ainda é responsável por transportar ambos os bebês. Na ausência de um pai, a mortalidade infantil aumenta em ambas as espécies e é improvável que o bebê sobreviva. Um estudo descobriu que a substituição de um macho atuando no papel de pai resultou em maior mortalidade durante a infância, enfatizando a importância do vínculo social criado entre pai e filhote ao nascer.
Em macacos da espécie Cebus capucinus, um estudo descobriu que o cuidado parental incluía comportamento lúdico, proximidade com, inspeção de, e coleta de itens de comida descartados pelos bebês, determinados pelo ranking e status de dominância masculina em vez da relação biológica com o bebê. Cientistas acreditam que pesquisas futuras sobre reconhecimento de parentesco precisam ser feitas com essa espécie para determinar se os machos escolhem priorizar seu cuidado por meio de correspondência fenotípica de filhotes biológicos.

## Perspectivas evolutivas sobre o cuidado paterno em primatas

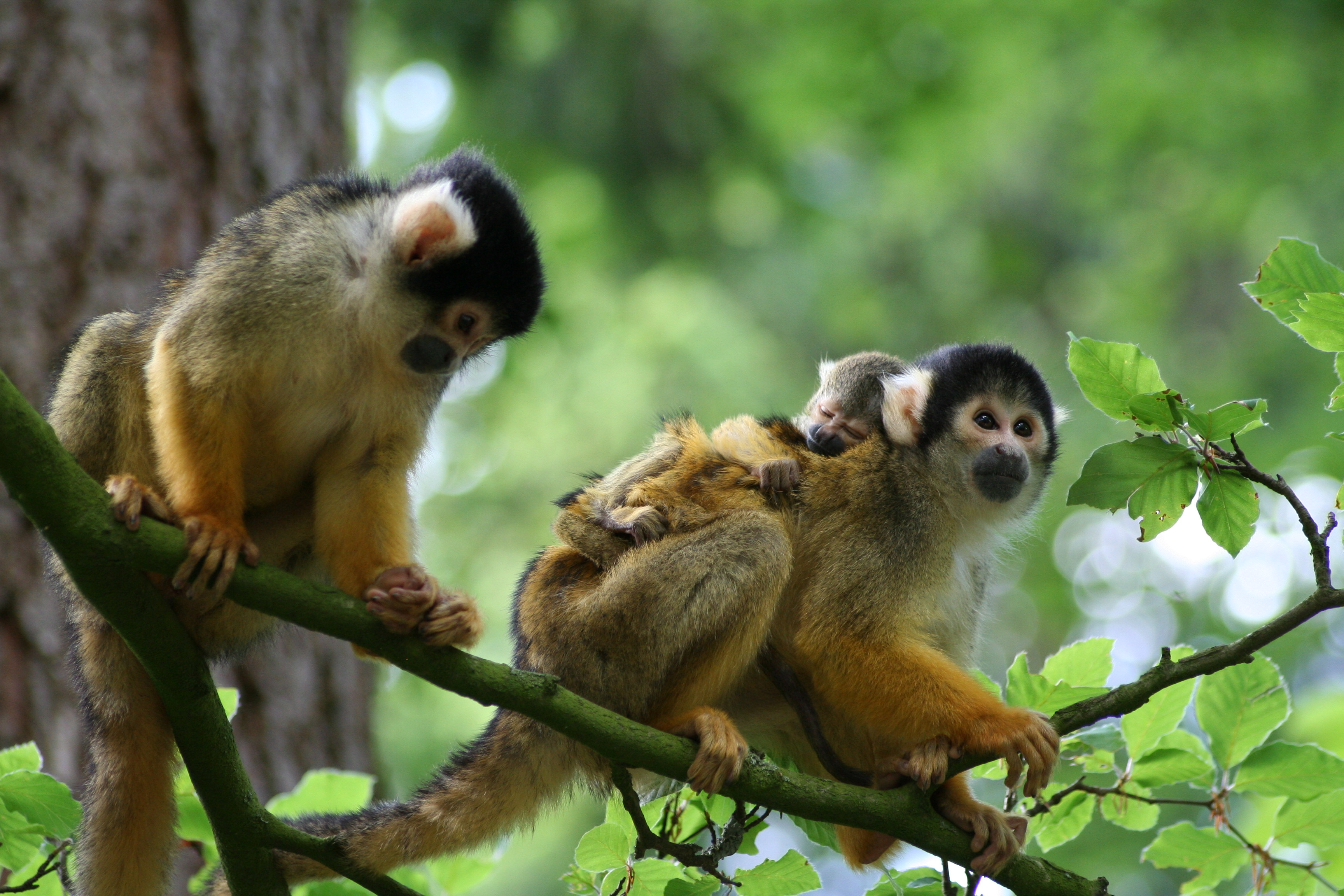
Macacos-de-cheiro-boliviano (Saimiri boliviensis) com filhote.

### Teoria do Investimento Paterno
Alguns estudos sugerem que as diferenças no cuidado infantil entre sexos decorrem das fêmeas investirem mais tempo e energia em seus filhotes do que os machos, enquanto os machos competem entre si pelo acesso às fêmeas. Embora o cuidado paterno seja raro entre mamíferos, machos em várias espécies de primatas ainda desempenham um papel paterno no cuidado infantil.
Cientistas desenvolveram várias hipóteses que tentam explicar como o cuidado parental surgiu nas espécies de primatas. Estas incluem a hipótese do cuidado parental, a hipótese do esforço de acasalamento e a hipótese do alívio materno.

#### Hipótese do cuidado parental
A hipótese do cuidado parental sugere que os machos de uma espécie investirão cuidado e esforço parental em seus próprios filhotes biológicos, o que aumenta a chance de sobrevivência do bebê, aumentando assim a própria aptidão do macho. Esta hipótese depende dos machos serem capazes de reconhecer seus próprios filhotes, usando pistas fenotípicas ou comportamentais, já que a paternidade é incerta em grupos de primatas multi-macho/multi-fêmea. Essas pistas permitem que os machos nesses grupos forneçam investimento de curto e longo prazo em seus filhotes biológicos. Por outro lado, primatas vivendo em pares monogâmicos ou grupos de macho único podem confiar na alta certeza de paternidade para auxiliar no cuidado de seus filhotes.
Hipótese do esforço de acasalamento
A hipótese do esforço de acasalamento explica que os machos fornecem cuidado infantil para aumentar suas oportunidades de acasalamento com fêmeas. Os machos são mais propensos a se engajar em comportamentos afiliativos com filhotes na presença da mãe, o que melhora seu sucesso reprodutivo futuro. Esta hipótese não requer que o bebê seja biologicamente filho do macho cuidador.
Hipótese do alívio materno
A hipótese do alívio materno observa que os machos fornecem cuidado aos filhotes para ajudar a reduzir os encargos reprodutivos das fêmeas. A ajuda masculina resulta em intervalos mais curtos entre gestações e melhores resultados para os filhotes. Com a ajuda masculina, a saúde e os recursos da mãe não são esgotados, o que permite a ela produzir leite de maior qualidade para o bebê. Como a hipótese do esforço de acasalamento, o alívio materno é independente da relação biológica entre o pai masculino e o filhote.

## Vertebrados voadores
Os pais contribuem igualmente com as mães para o cuidado dos filhotes em até 90% das espécies de aves, às vezes incluindo a incubação dos ovos. A maior parte do cuidado paterno está associada ao cuidado biparental em sistemas de acasalamento socialmente monogâmicos (cerca de 81% das espécies), mas em aproximadamente 1% das espécies, os pais fornecem todo o cuidado após os ovos serem postos. A incidência excepcionalmente alta de cuidado paterno em aves em comparação com outros táxons de vertebrados é frequentemente atribuída aos extensos requisitos de recursos para a produção de filhotes capazes de voar. 
Em contraste, em morcegos (a outra linhagem de vertebrados voadores existente, mas que são mamíferos), o cuidado dos filhotes é fornecido pelas fêmeas (embora os machos possam ajudar a guardar os filhotes em algumas espécies). Diferentemente dos tamanhos de ninhada grandes encontrados em muitas espécies de aves com cuidado biparental, os morcegos tipicamente produzem um único filhote, o que pode ser uma limitação relacionada à falta de ajuda masculina. Sugeriu-se, embora não sem controvérsia, que o cuidado paterno é a forma ancestral de cuidado parental em aves.

## Anfíbios
O cuidado paterno ocorre em várias espécies de anfíbios anuros, incluindo em Centrolenídeos.

## Peixes
De acordo com a Enciclopédia de Fisiologia dos Peixes: Do Genoma ao Meio Ambiente:
Cerca de 30% das 500 famílias de peixes conhecidas mostram alguma forma de cuidado parental, e mais frequentemente (78% do tempo), o cuidado é fornecido por apenas um dos pais (geralmente o macho). O cuidado masculino (50%) é muito mais comum do que o cuidado feminino (30%), com o cuidado biparental respondendo por cerca de 20%, embora uma análise comparativa mais recente sugira que o cuidado masculino pode ser mais comum (84%).
Existem três explicações teóricas comuns para os altos níveis de cuidado paterno em peixes, com a terceira sendo atualmente favorecida. Primeiro, a fertilização externa protege contra a perda de paternidade; no entanto, táticas de intrusão e forte competição de esperma evoluíram várias vezes. Segundo, a liberação anterior de ovos do que o esperma dá às fêmeas a oportunidade de fugir; no entanto, em muitas espécies com cuidado paterno, os ovos e o esperma são liberados simultaneamente. Terceiro, se um macho já está protegendo um território valioso de reprodução para atrair fêmeas, defender os filhotes adiciona um investimento parental mínimo, dando aos machos um custo relativo menor de cuidado parental.

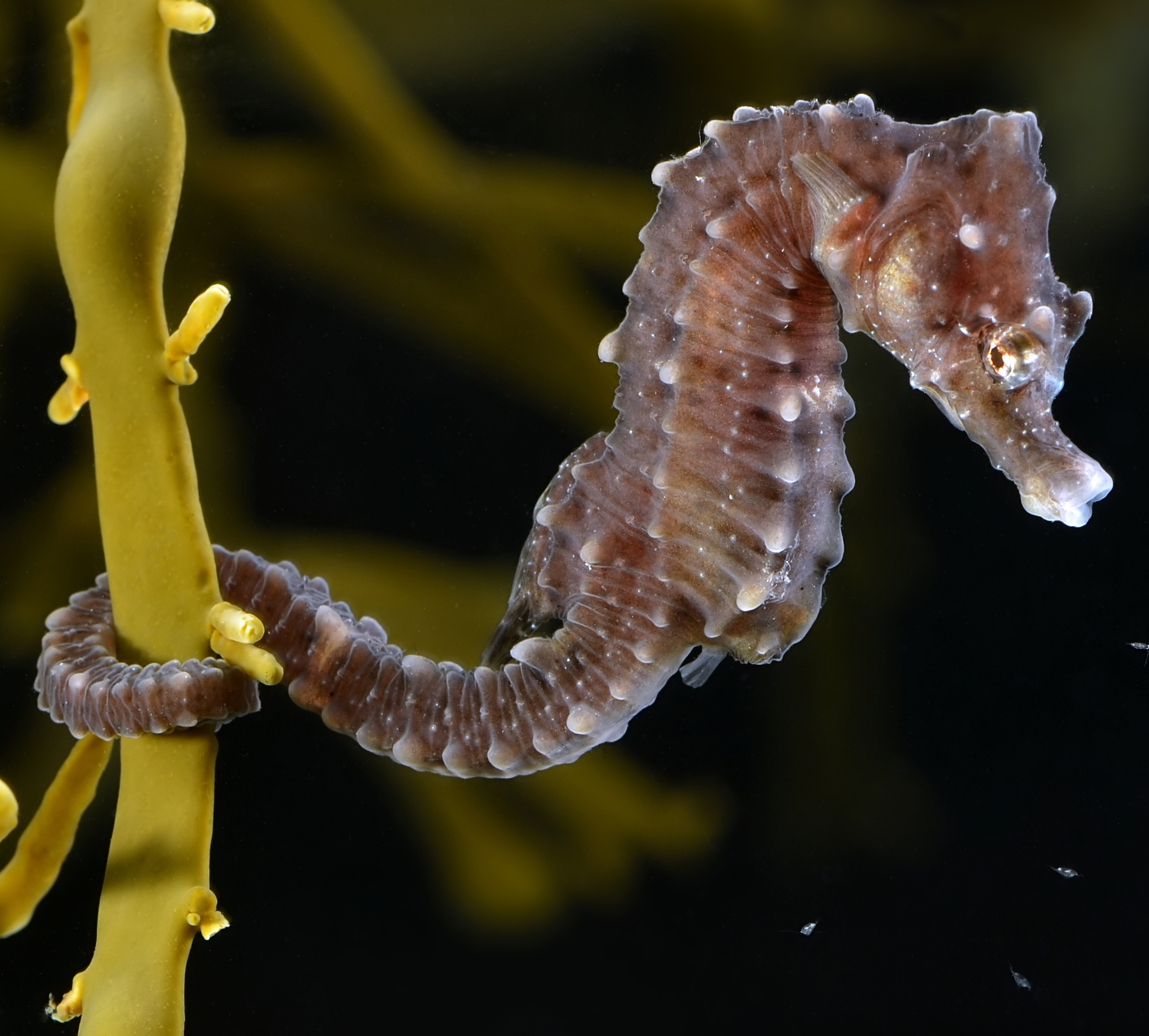
Cavalos-marinhos (Hippocampus hippocampus) apresentam cuidados parentais masculinos.

Um exemplo bem conhecido de cuidado paterno é de cavalos marinhos, em que os machos incubam os ovos em uma bolsa de reprodução até que estejam prontos para eclodir.
Os machos da família Centrarchidae (percas-sol) exibem cuidado parental com seus ovos e uma variedade de comportamentos, como guarda do ninho e ventilação do ninho (arejando os ovos).
Na família Opistognathidae, a fêmea põe os ovos e o macho então os pega na boca. Um macho pode ter até 400 ovos em sua boca ao mesmo tempo. O macho não pode se alimentar enquanto abriga os jovens, mas à medida que os jovens crescem, eles passam mais tempo fora da boca. Isso pode ser  chamado de incubação oral [en].
Já para a espécie Gasterosteus aculeatus, durante a temporada de reprodução os machos  defendem territórios de nidificação. Os machos atraem as fêmeas para desovar em seus ninhos e defendem seu território de reprodução contra intrusos e predadores. Após a desova, a fêmea deixa o território do macho e o macho é o único responsável pelo cuidado dos ovos. Durante o período de incubação de aproximadamente 6 dias, o macho 'ventila' (oxigena) os ovos, remove ovos podres e detritos, e defende o território. Mesmo após a eclosão dos embriões, os machos dessa espécie  continuam a cuidar de seus filhotes recém-nascidos por cerca de 7 dias, perseguindo e recuperando os juvenis que se afastam do ninho e cuspindo-os de volta ao ninho.

## Artrópodes
O cuidado paterno é raro em artrópodes, mas ocorre em algumas espécies, incluindo a barata-d’água e Iporangaia pustulosa, uma espécie de opilião. Em várias espécies de crustáceos, os machos cuidam dos filhotes construindo e defendendo tocas ou outros locais de nidificação. O cuidado paterno exclusivo, em que os machos fornecem o único investimento após a postura dos ovos, é a forma mais rara, conhecida em apenas 13 táxons: baratas-d’água, aranhas-do-mar, dois gêneros de Reduviidae, dois gêneros de Coreidae, três gêneros de tripes da família Phlaeothripidae, três gêneros de opiliões e em didplópodes da família Andrognathidae.

## Modelos teóricos da evolução do cuidado paterno
Modelos matemáticos relacionados ao dilema do prisioneiro sugerem que, quando os custos reprodutivos das fêmeas são maiores que os dos machos, os machos cooperam com as fêmeas mesmo sem reciprocidade. Nessa perspectiva, o cuidado paterno é uma conquista evolutiva que compensa as maiores demandas energéticas que a reprodução geralmente impõe às mães.
Outros modelos sugerem que diferenças básicas na história de vida entre machos e fêmeas são suficientes para explicar as origens evolutivas do cuidado materno, paterno e biparental. Especificamente, o cuidado paterno é mais provável se a mortalidade adulta dos machos for alta, enquanto o cuidado materno é mais provável se a mortalidade adulta das fêmeas for alta. Diferenças na história de vida entre os sexos também podem causar transições evolutivas entre diferentes padrões de cuidado parental específicos por sexo.

## Consequências para a sobrevivência e desenvolvimento dos filhotes
O cuidado paterno pode ter consequências importantes para a sobrevivência e o desenvolvimento dos filhotes em humanos e outras espécies. Os mecanismos subjacentes a esses efeitos podem incluir a proteção dos filhotes contra predadores ou extremos ambientais (como calor ou frio), alimentação ou, em algumas espécies, o ensino direto de habilidades. Além disso, alguns estudos indicam uma possível herança epigenética germinativa dos efeitos paternos.
Os efeitos do cuidado paterno nos filhotes podem ser estudados de várias maneiras. Uma abordagem é comparar espécies que variam no grau de cuidado paterno. Por exemplo, um período prolongado de cuidado paterno ocorre no pinguim-gentoo, em comparação com outras espécies do gênero Pygoscelis. Foi constatado que seu período de emancipação, o tempo entre a primeira viagem de um filhote ao mar e sua independência total do grupo, é mais longo que o de outros pinguins do mesmo gênero. Os autores levantaram a hipótese de que isso ocorre porque permite que os filhotes desenvolvam melhor suas habilidades de forrageamento antes de se tornarem completamente independentes dos pais. Assim, um filhote pode ter uma maior chance de sobrevivência e aumentar a aptidão geral da população.

## Mecanismos
Os mecanismos do cuidado paterno não são bem compreendidos para nenhum organismo. Em vertebrados, no nível de controle hormonal, a vasopressina parece ser a base neuroquímica do cuidado paterno; prolactina e testosterona também podem estar envolvidas. Como em outros comportamentos que afetam o valor adaptativo da espécie, vias de recompensa no cérebro podem reforçar a expressão do cuidado paterno e estar envolvidas na formação de laços de apego.
Os mecanismos que desencadeiam comportamentos parentais em fêmeas foram caracterizados em várias espécies. Em mamíferos, as fêmeas passam por mudanças endócrinas durante a gestação e a lactação que "preparam" as mães para responder maternalmente aos filhotes.
Machos paternos não passam por essas mesmas mudanças hormonais, então as causas próximas do início dos comportamentos parentais devem diferir das das fêmeas. Há pouco consenso sobre os processos pelos quais machos mamíferos começam a expressar comportamentos parentais. Em humanos, evidências relacionam a ocitocina ao cuidado sensível em homens e mulheres, e ao contato afetuoso com bebês em mulheres e ao contato estimulador com bebês em homens. Em contraste, a testosterona diminui em homens que se tornam pais envolvidos, e a testosterona pode interferir em aspectos do cuidado paterno.
A placentofagia (o comportamento de ingerir a placenta após o parto) foi proposta como tendo consequências fisiológicas que poderiam facilitar a responsividade de um macho aos filhotes. A transmissão não genômica de comportamento paterno de pais para filhos foi relatada em estudos de laboratório com o camundongo Peromyscus californicus biparental, mas não se sabe se isso envolve modificações epigenéticas ou outros mecanismos.

## Links externos
- Princípio de Bateman
- Parentalidade compartilhada
- Efeito Cinderela

- Gray PB, Anderson KG (2010). Fatherhood: Evolution and human paternal behavior. Cambridge, MA: Harvard University Press
- Gray PB, Garcia JR (2013). Evolution and human sexual behavior. Cambridge, MA: Harvard University Press. ISBN 9780674074378
- Malinowski B (1938). The sexual life of savages. Boston: Beacon Press
- Muller MN, Emery Thompson M (2012). «Mating, parenting, and male reproductive strategies.». In:  Mitani JC, Call J, Kappeler PM, Palombi RA, Silk JB. The evolution of primate societies. Chicago: The University of Chicago Press. pp. 387–411
- Smuts BB, Gubernick DJ (1992). «Male-infant relationships in nonhuman primates: Paternal investment or mating effort?». In:  Hewlett BS. Father-child relations: Cultural and biosocial contexts. New York: Aldine. pp. 1–30. ISBN 9781351520119

- «Behaviours: Paternal care». BBC Nature wildlife videos. Cópia arquivada em 28 de agosto de 2018
- Gray PB (6 de março de 2013). «Sexual Access and Paternal Care». The Evolving Father, Psychology Today. Sussex Publishers